# メルヒオール・トロープ

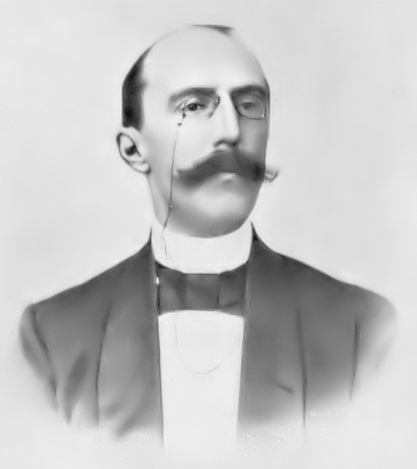
Melchior Treub

メルヒオール・トロープ（Melchior Treub、1851年12月26日 - 1910年10月3日）はオランダの植物学者である。ジャワ島ボイテンゾルグのボゴール植物園で働いた。熱帯植物の研究で知られる。

## 略歴
フォールスホテンで生まれた。1873年にライデン大学の生物学科を卒業し、ライデン大学に助手として残った。1880年から1909年まで、オランダ領東インドの植物学者を務めた。1879年にオランダ王立科学アカデミーの会員に選ばれ、1880年からボイテンゾルグの植物園の園長を務め、植物園の研究施設としての評価を高めた。トロープのもとで、栽培植物の病害に関する重要な研究がなされた。1903年にLandbouw Hogechool（農業専門学校）を設立し、これは第二次世界大戦後にボゴール農科大学となる。1905年に新設されたオランダ領東インドの農業局の局長となった。植物の収集のために、インドネシア、フィリピン、スリランカ、シンガポール、ペナンを旅し、植物形態学、植物生理学を研究し、Balanophoraceae 科（ツチトリモチ科）、Loranthaceae 科（ヤドリギ科）、Lycopodiaceae 科 （ヒカゲノカズラ科）の形態学の論文を書いた。シダ植物の発芽の段階における「プロトコーム」（仮根）の研究でも知られる
。健康の悪化により1909年にオランダに戻るまで30年近く、インドネシアで働いた。フランスのリビエラのサンラファエルで療養し、1910年に没した。
1891年にコテニウス・メダル、1907年にリンネ・メダルを受賞した。ゲーベル（Karl Ritter von Goebel）によってトロイブゴケ亜綱（Treubiidae）トロイブゴケ科（Treubiaceae）のコケ植物の属名 Treubia（トロイブゴケ）に命名された。